# Imperium uboju
Imperium uboju – utwór grupy heavymetalowej Hunter, pochodzi z płyty Imperium. To protest song przeciwko rytualnemu ubojowi zwierząt.
Wideoklip wyprodukowany w Mania Studio został opublikowany w serwisie YouTube 16 października 2013. Reżyserem teledysku jest Mateusz Winkiel, za montaż odpowiada Michał Berensztajn. Autorem zdjęć, które zrealizowano w Ubojni Maradki 9 października 2013, jest Łukasz Łazarczyk.

## Notowania
| Lista               | Pozycja |
| ------------------- | ------- |
| Turbo Top AntyRadio | 1       |
| UWUEMKA             | 1       |